# Jardí botànic de Brussel·les

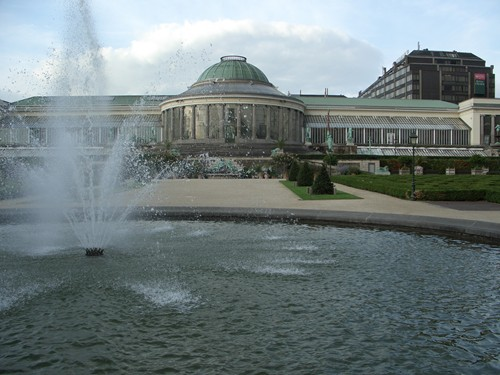
Jardí botànic de Brussel·les

El jardí botànic de Brussel·les (en neerlandès Kruidtuin) és un parc públic implantat a l'emplaçament de l'antic jardí de les plantes de Brussel·les, Bèlgica.
Després de l'annexió de Bèlgica per França el 1795, un primer jardí de les plantes és creat al llarg del primer recinte de la ciutat, a l'emplaçament dels jardins de l'antic palau de Coudenberg. La col·lecció de les espècies indígenes i exòtiques suscita ràpidament l'interès de tots. Però sacrificat a l'extensió de l'hàbitat, va caldre allotjar-lo en un altre lloc.
És així com el 1826, cinc notables adquireixen un bonic terreny boscós, airejat i ben alimentat d'aigua, sobre el qual va ser creat un conjunt protegint les col·leccions de plantes.
Oscil·lant entre l'ambició monumental i les restriccions financeres, l'elaboració de l'edifici del jardí botànic segueix un procés particularment complex on intervenen tres personalitats essencials: l'arquitecte Tilman-François Suys, Pierre-François Gineste i Jean-Baptiste Meeus-Wauters.